# Galería (arquitectura)

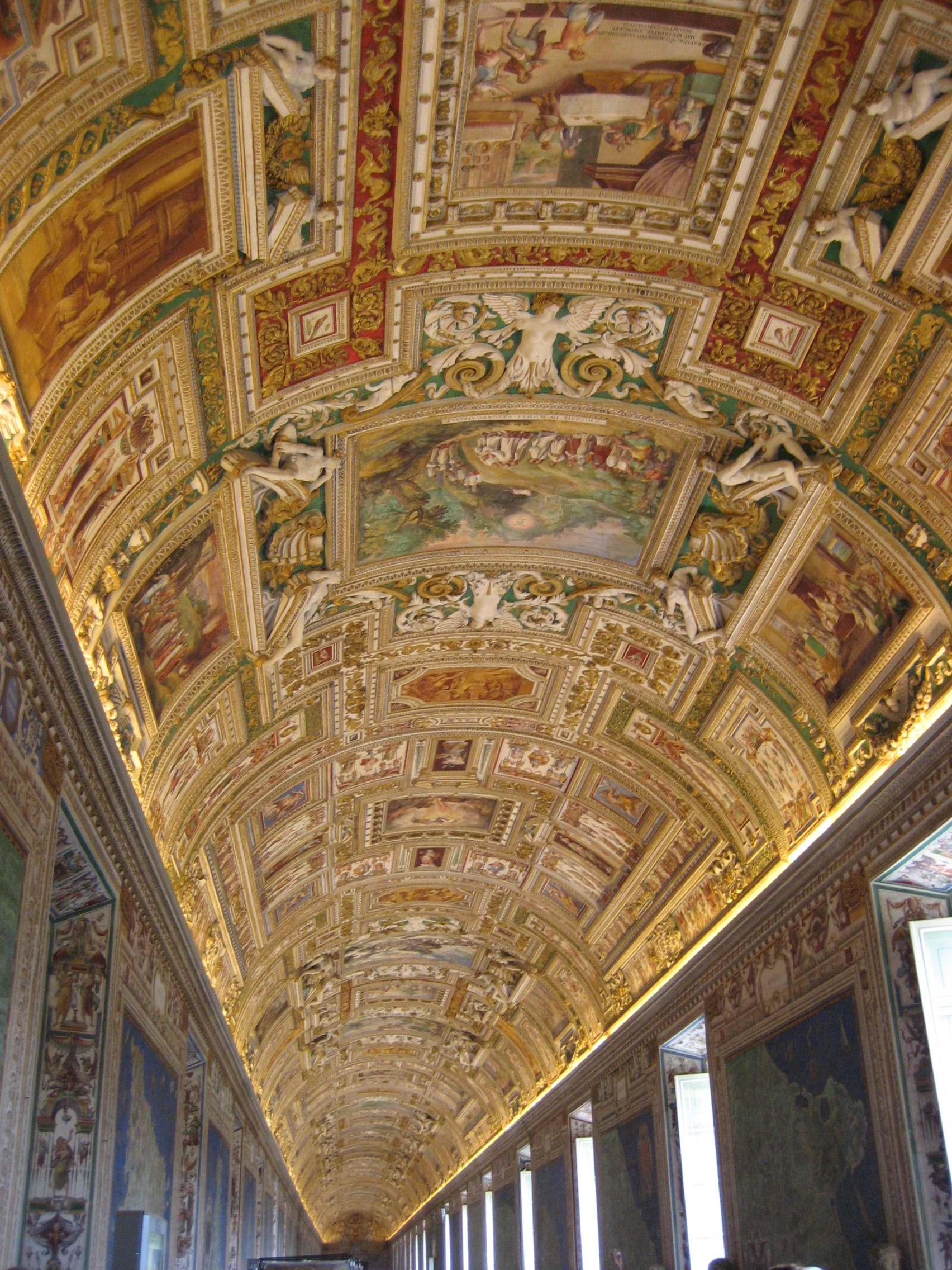
Galería de los Mapas en la Ciudad del Vaticano.

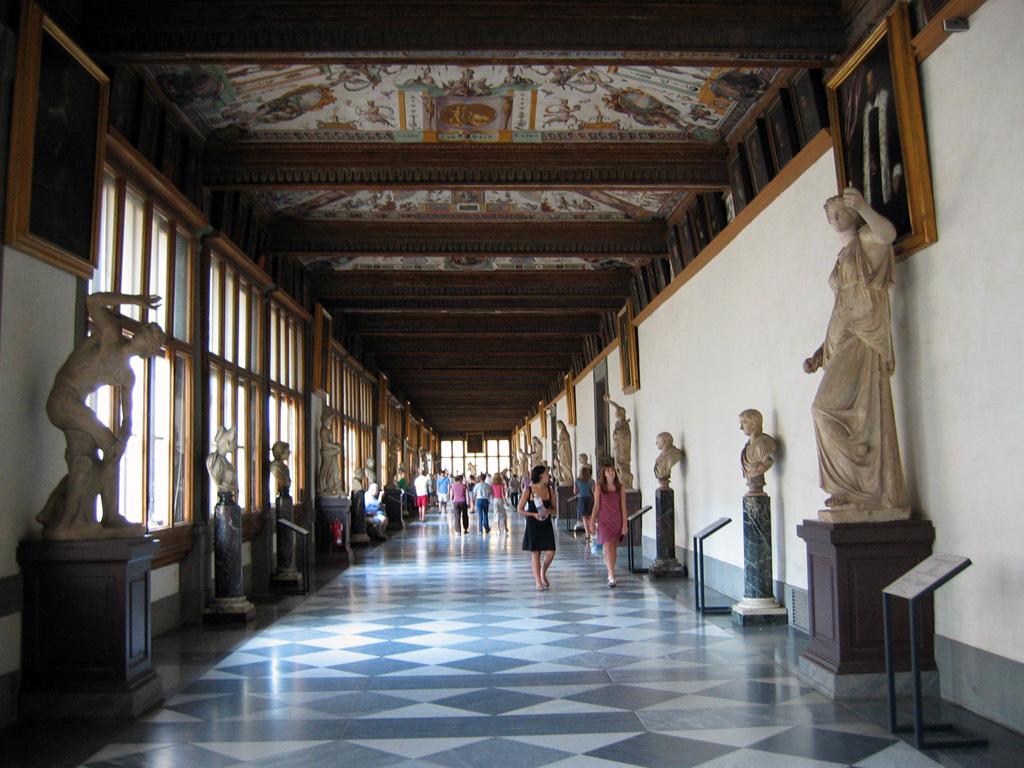
Corredor del Este, Galería Uffizi, Florencia.

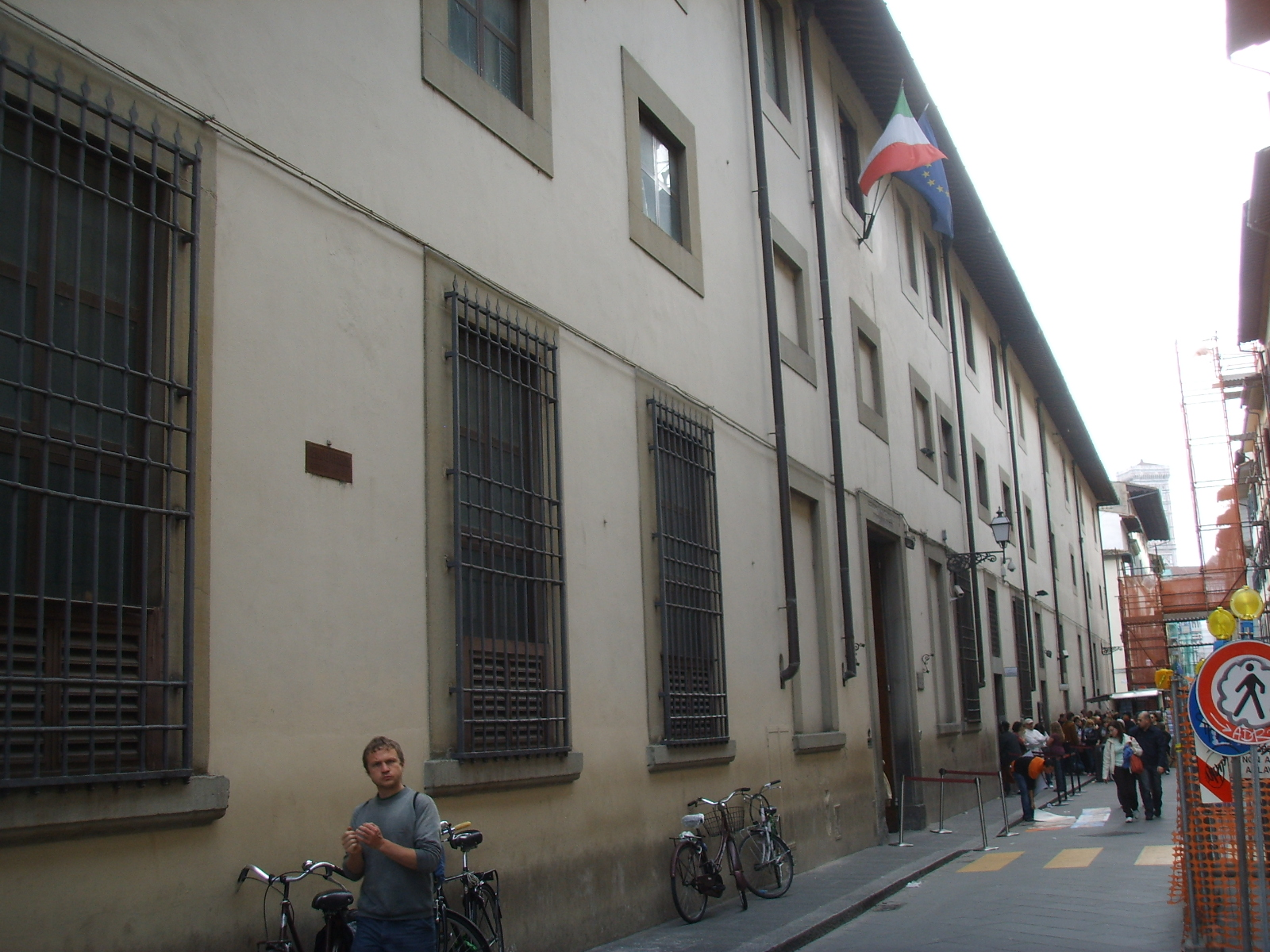
Galleria dell'Accademia, Florencia.

Una galería es una habitación larga que se utiliza para comunicar otras áreas del edificio y para pasear y exhibir obras de arte. 
En todos los palacios hay generalmente galerías que sirven a estos propósitos así como salas accesorias a grandes salones y en estos como en otros muchos casos, se decoran con gran esplendor e incluso se colocan en ellas muebles de lujo. Los entrepaños cubiertos con tapicería de seda, bordados de oro y plata y también cubiertos de tapices representando personajes y cuadros originales de diversos tamaños. 
La palabra galería como exposición de obras de arte proviene de las colecciones de cuadros pertenecientes a soberanos, a príncipes e incluso a particulares, que se exhibían en las galerías de sus palacios. Entre las primeras que obtuvieron este nombre figuran:
- Las galerías de Florencia : Galería de la Academia de Florencia ; Galería Uffizi.
- La galería Imperial Belvedere en Viena.
- Las de los príncipes de Liechtenstein y Estherazi.
- La galería de Dresde.
- La galería de Saint-Souci.
- La galería de Schleissheim.
- La galería del Louvre.

## Galerías célebres
Hay muchas galerías célebres tanto por su riqueza como por el mérito de sus pinturas, hechas por hábiles maestros encargados de decorarlas.

### EnItalia
- Galería del Palacio Farnesio de Roma. Es una de las más pequeñas por sus dimensiones en Roma pero de gran celebridad a causa de la riqueza de su decoración. En ella, se hallan muchos asuntos mitológicos pintados por los Carracci.
- Galería del Palacio Fava, en Bolonia, donde se puede contemplar la historia de Eneas, pintada por los Carraci.
- Galería del Palacio Magnani, también en Bolonia, que representa la historia de Rómulo, pintada por los mismos autores.
- Galería del claustro de San Miguel, en la misma ciudad y pintada también por los Carraci.
- Galería del palacio Verospi, en Roma, pintada por Francisco Albani y Sisto Badalocci.
- Galería del Palacio Pámfilo, por Pedro Beretini.
- Galería del Palacio Chigi, designado con el nombre Farnesino y en la cual Rafael pintó la historia de amor.
- Galería de los Mapas que tiene sus bóvedas adornadas con 52 figuras representando individuos del Antiguo y del Nuevo Testamento y los entrepaños y los vierteaguas de las ventanas están cubiertos de arabescos donde Rafael demostró la gracia y diversidad de su genio.

### EnEspaña
- Las galerías de la Real Academia de San Fernando.
- Las del antiguo Convento de la Trinidad en Madrid, hoy desaparecido.

### En el resto deEuropa

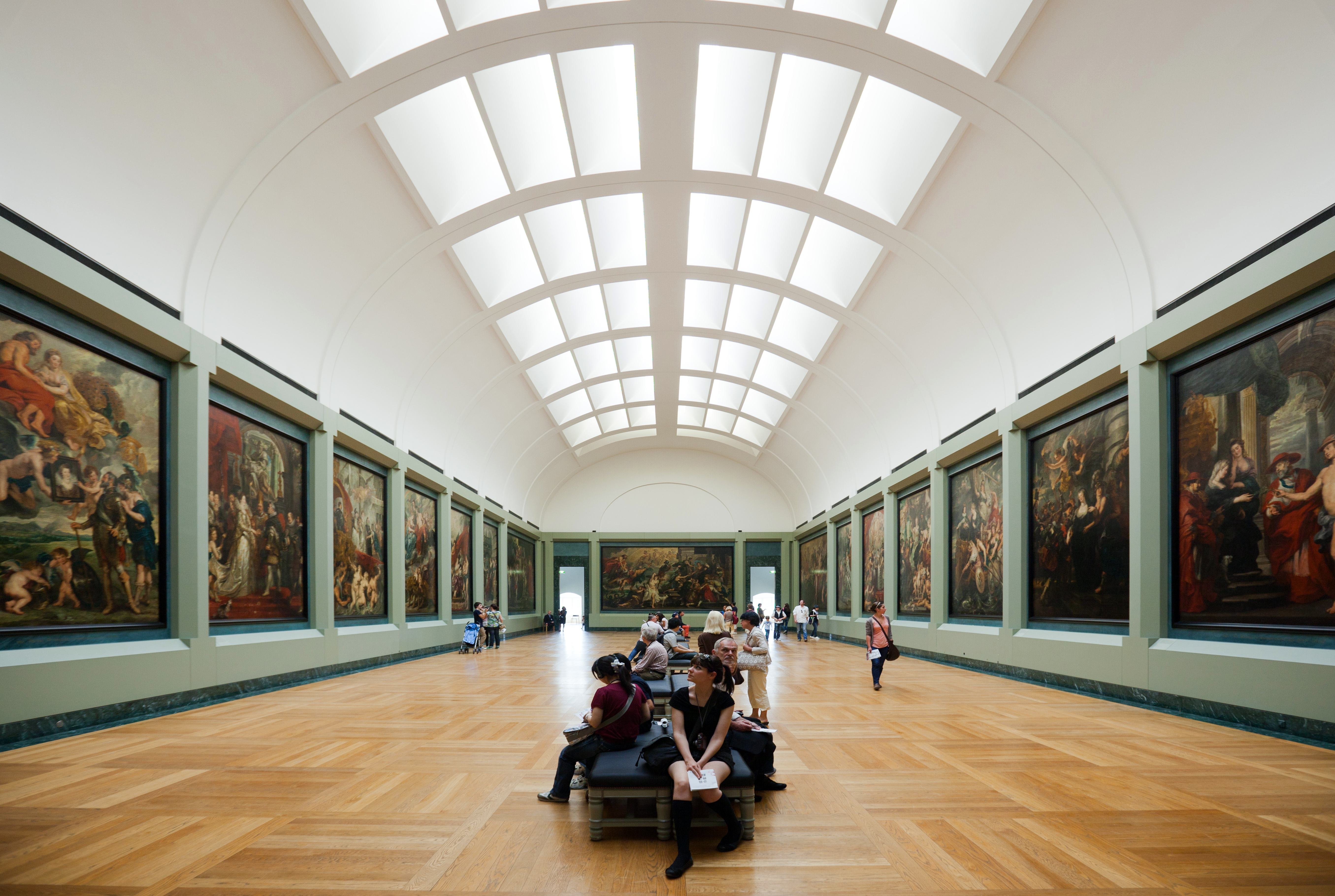
Galería Médici, ala Richelieu, Palacio del Louvre, París.

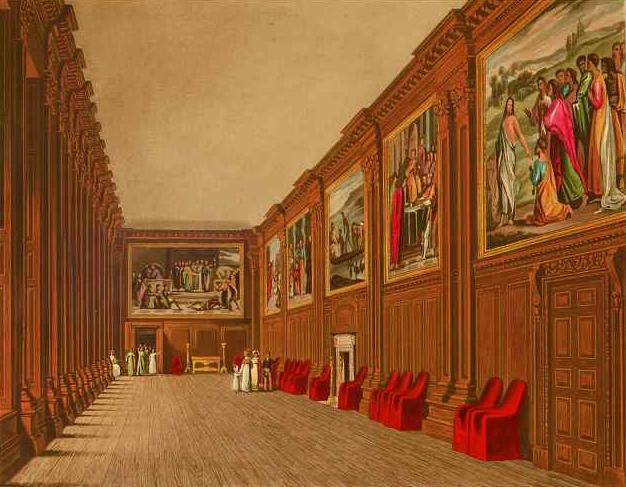
Galería en Hampton-Court, Londres.

- En Francia hay también muchas galerías célebres tales como la galería del Louvre. Su bóveda, aunque por mucho tiempo blanca, fue adornada de casetones y rosetones por orden de Napoleón I. Las paredes están cubiertas de cuadros de los más célebres pintores de todas las épocas. También es destacable la Galería de los Espejos del Palacio de Versalles.
- La Galería de Luxemburgo, pintada por Rubens, en la cual este hábil artista había colocado la historia de los Médici, después destruida.
- En Inglaterra hay una galería en el Palacio de Hampton Court, en Londres, mandada construir expresamente por el rey Guillermo III y la reina María, para colocar en ella siete grandes cuadros pintados por Rafael y que se cree habrían pertenecido a Carlos I.
- En Baviera existe la famosa galería del Palacio de Schleissheim, igualmente decorada con pinturas de autores célebres.

## Otros destinos
En las galerías no solamente se exponen objetos de arte, sino que las hay dedicadas a algún aspecto científico, histórico, y/o documental, y numerosos ejemplos pueden ser citados al respecto :
- Galería de Paleontología y de Anatomía Comparada del Museo Nacional de Historia Natural (Francia)